# Sarkeedeu
Sarkeedeu (nep. सार्कीदेउ) – gaun wikas samiti w zachodniej części Nepalu w strefie Karnali w dystrykcie Humla. Według nepalskiego spisu powszechnego z 2011 roku liczył on 396 gospodarstw domowych i 1921 mieszkańców (935 kobiet i 986 mężczyzn).